# Cassino
Cassino là một thành phố có dân số 32.592 người (cuối năm 2004) ở tỉnh Frosinone (Valle Latina) trong vùng Lazio của Ý.
Đô thị này có làng trực thuộc: Caira, Montecassino, San Cesareo, Sant'Angelo in Theodice, Sant'Antonio, San Pasquale.
Đô thị này giáp các đô thị sau: Cervaro, Pignataro Interamna, Rocca d'Evandro, San Vittore del Lazio, Sant'Apollinare, Sant'Elia Fiumerapido, Terelle, Villa Santa Lucia.